# The Grind
The Grind foi uma série de televisão exibida pela MTV entre 1992 e 1997, com duração de 30 minutos. Ela retratava pessoas ligadas ao mundo da dança.